# Petar Balša Hercegović
Petar Balša Hercegović (Kalnik (?), kraj 15. stoljeća - ?, 1. pol. 16. stoljeća), sin vojvode i hercega Balše Hercegovića iz bosanskog velikaškog roda Kosače. Spominje se 1510. – 1511. kao herceg.
Oženio se mletačkom plemkinjom iz roda Querini s kojom je imao dvojicu sinova: Matiju († prije 1533.) i Vladislava.